# Joël Desbois
Joël Desbois es un deportista francés que compitió en vela en la clase 470. Ganó dos medallas en el Campeonato Europeo de 470, plata en 1967 y oro en 1968.

## Palmarés internacional
| Campeonato Europeo | Campeonato Europeo | Campeonato Europeo | Campeonato Europeo |
| Año                | Lugar              | Medalla            | Clase              |
| ------------------ | ------------------ | ------------------ | ------------------ |
| 1967               | Lacanau (Francia)  | Medalla de plata   | 470                |
| 1968               | Palamós (España)   | Medalla de oro     | 470                |